# Pérégrinations d'une paria (1833-1834)
Pérégrinations d'une paria (titre complet : Pérégrinations d'une paria (1833-1834)) est un récit de voyage de la féministe et femme de lettres franco-péruvienne Flora Tristan, publié en deux tomes en 1838. Le récit autobiographique raconte deux années de la vie de Flora Tristan passées au Pérou.

## Éditions
- Pérégrinations d'une Paria (1833-1834) (tome I), Arthus Bertrand, 1838.
- Pérégrinations d'une Paria (1833-1834) (tome II), Arthus Bertrand, 1838.
- Les Pérégrinations d'une Paria, François Maspéro/La Découverte, 1979  (ISBN 2-707111-01-5).
- Pérégrinations d'une Paria (1833-1834) (tome I), Indigo & Côté-femmes éditions, 1999  (ISBN 2-911571-27-4).
- Pérégrinations d'une Paria (1833-1834) (tome II), Indigo & Côté-femmes éditions, 1999  (ISBN 2-911571-90-8).
- Pérégrinations d'une Paria, Actes Sud, 2004  (ISBN 978-2-7427-4601-9).
- Pérégrinations d'une Paria, éditions Pédelahore, coll. Transhumance, 2014, 436 p.,  (ISBN 979-1093533438).